# Dendrobium sanguinolentum
Dendrobium sanguinolentum är en orkidéart som beskrevs av John Lindley. Dendrobium sanguinolentum ingår i släktet Dendrobium, och familjen orkidéer. Inga underarter finns listade i Catalogue of Life.